# まみむめ★もがちょ
『まみむめ★もがちょ』は、2001年7月1日から9月23日までテレビ東京系で放送されたテレビアニメ。セガが製作にあたった。3DCGアニメとクレイアニメで構成されている。アニメ放送に先駆け、2000年12月21日にゲーム『まみむめ★もがちょのプリントアワー』発売されている。

## テレビアニメ

### ストーリー
世話好きで町の人気者「もがちょ」が愉快な仲間たちと繰り広げるドタバタコメディー。

### 登場人物
- もがちょ - 満仲由紀子
- にょん - 町井美紀
- わこちょ - 中川玲
- プチポポ - 深井真美
- キーコ - 今野宏美
- マーリン - 高戸靖広
- ハナちゃん - 大本眞基子
- バイおー - 松岡美佳
- マコちゃん - 水樹奈々
- ウラドラ先生、ナレーション - 徳山靖彦
- ドットス - 稲田徹
- ペートン - 吉竹範子
- DJマッシュ - 石川英郎

### スタッフ
- 原作 - アイディアファクトリー企画部
- 製作総指揮 - 太田康一
- 企画 - 桑名真吾
- 監督 - 佐藤嘉晃
- 脚本 - RAKKO
- キャラクターデザイン - 東風輪敬久
- キャラクターアニメーションディレクター - 伊藤武志
- CG監修 - 今川洋尚
- 美術 - 高橋友和
- 音響監督 - 菊田浩巳
- 音響制作 - 青二プロダクション企画製作
- 音楽 - 長井和彦
- 音楽協力 - テレビ東京ミュージック
- 人形アニメーション制作 - 土田裕之
- プロデューサー - 岩田牧子、中村貞夫
- アニメーション制作協力 - アイディアファクトリー
- アニメーション制作/CGアニメーション制作 - セガ、SWIMMERS
- 製作 - テレビ東京、アルファ放送制作

### 主題歌
オープニングテーマ
「アノネ〜まみむめ☆もがちょ〜」
作詞 - 村野直球 / 作曲 - 住吉中 / 編曲 - NOV / 歌 - 水樹奈々
エンディングテーマ
「シアワセ大将」
作詞 - 村野直球 / 作曲 - 住吉中 / 編曲 - 牧野信博 / 歌 - 豊嶋真千子、有島モユ、水樹奈々
「ハッピーダンス」
作詞・作曲・編曲 - 鵜島仁文 / 歌 - キーコ（今野宏美）&マーリン（高戸靖広）

### 各話リスト
| 話数 | サブタイトル                     | 絵コンテ       | 演出     | 放送日        |
| ---- | -------------------------------- | -------------- | -------- | ------------- |
| 1    | もがちょのからくり部屋           | 佐藤嘉晃       | 佐藤嘉晃 | 2001年 7月1日 |
| 2    | にょんのお部屋パニック!          | 大西景介       | 佐藤嘉晃 | 7月8日        |
| 3    | ハナちゃんのお花畑               | 向中野義雄     | 佐藤嘉晃 | 7月15日       |
| 4    | ウラドラ先生の課外授業           | 向中野義雄     | 佐藤嘉晃 | 7月22日       |
| 5    | プチポポは新聞記者               | つばたよしあき | 佐藤嘉晃 | 7月29日       |
| 6    | バイおーのビッグエッグ           | 大西景介       | 加藤泰輔 | 8月5日        |
| 7    | マコちゃんのダンスバトル         | 大西景介       | 加藤泰輔 | 8月12日       |
| 8    | Dr.アフロのタマゴキャッチ        | 向中野義雄     | 加藤泰輔 | 8月19日       |
| 9    | ゴーガンはどこへ?                | 石山タカ明     | 加藤泰輔 | 8月26日       |
| 10   | にょりの山しゅぎょう             | 秦義人         | 加藤泰輔 | 9月2日        |
| 11   | にょんのお嫁サンバ               | 大杉宜弘       | 加藤泰輔 | 9月9日        |
| 12   | わこちょのオモチャでチャチャチャ | 大西景介       | 加藤泰輔 | 9月16日       |
| 13   | もがちょのバーベキュー           | 大西景介       | 加藤泰輔 | 9月23日       |

## ゲーム

### まみむめ☆もがちょのプリントアワー
2000年12月21日、PlayStation 2のpopeggに対応するアプリケーションとしてアイディアファクトリーより発売された。あらかじめ用意されたイラストを使って、はがきや便せんなどに印刷ができるソフト。ミニゲームで遊ぶことでイラストは増やすことが可能。住所、電話番号を記録できるアドレス帳は宛名印刷としても使用可能。

#### 主題歌
「アノネ〜まみむめ☆もがちょ〜」
作詞 - 村野直球 / 作曲 - 住吉中 / 編曲 - NOV / 歌 - 水樹奈々

#### 登場人物
- もがちょ - 満仲由紀子
- にょん - 西口有香
- わこちょ、ハナちゃん、先生 - 鈴木麗子